# اسپرینگ هیل، شهرستان باربور، آلاباما
اسپرینگ هیل (به انگلیسی: Spring Hill) یک منطقهٔ مسکونی در ایالات متحده آمریکا است که در شهرستان باربر، آلاباما واقع شده‌است. اسپرینگ هیل ۱۱۴٫۰ متر بالاتر از سطح دریا واقع شده‌است.